# کتابخانه زیلاند
کتابخانه زیلاند (Zeeuwse Bibliotheek) در میدلبورگ، هلند، کتابخانه رسمی زیلاند و کتابخانه دانشگاهی دانشگاه کالج روزولت است.

## تاریخچه
این کتابخانه در سال ۱۹۸۵ زمانی که کتابخانه‌های علمی، موقت، عمومی و تخصصی در یک کتابخانه ادغام شدند تأسیس شد، و به این صورت بزرگ‌ترین مؤسسه فرهنگی در زیلاند و یکی از کتابخانه‌های بزرگ هلند ایجاد گردید.

## کتاب و خدمات
این کتابخانه ۱۸۰ کارمند دارد و سالانه حدود ۶۲۰۰۰۰ نشریه و کتاب به امانت می‌دهد. این سازمان به عنوان یک سازمان خدمات استانی، مشاوره به مؤسسات و سایر کتابخانه‌ها، ارائه خدمات تخصصی در تمام زمینه‌های مرتبط با کتاب عمل می‌کند.
کتابخانه زیلاند همچنین رویدادهای فرهنگی، نمایش‌ها و برنامه‌های آموزشی را اجرا و توسعه می‌دهد.

## ساعات کار
کتابخانه منطقه ای زیلاند از:
- دوشنبه‌ها از ساعت ۵:۳۰ الی ۹:۰۰ عصر
- ۱۰:۰۰ صبح تا ۹:۰۰ بعد از ظهر سه شنبه تا جمعه
- ۱۰:۰۰ صبح تا ۱:۳۰ بعد از ظهر شنبه‌ها

کتابخانه روزهای یکشنبه تعطیل است.